# سوردلف
سِوِردلوف جماعت و شهرکی در جنوب غربی کشور تاجیکستان است که در ناحیهٔ جیلی‌کول ولایت ختلان قرار دارد. جمعیت این جماعت ۱۲۱۹۸ است.